# Claria Corporation
Claria Corporation (прежде Gator Corporation) — компания из Redwood City, Калифорния, специализирующаяся на рынке медиа-программ.
Наиболее известным продуктом Claria Corporation является Gator, подпадающий под категорию adware, также известный как Gain AdServer.
Первоначально выпущенный в 1998 году, Gator инсталлировался в пакете с такими бесплатными дистрибутивами, как Go!Zilla или Kazaa. Развитие этих программ частично субсидировалось из доходов, получаемых с реклам, которые инициировал Gator. К 2003 году Gator был инсталлирован примерно на 35 миллионах компьютеров.
В своём EULA Gator пытается пресечь удаление вручную запретом на «неавторизированное вмешательство». Большинство антиspyware могут обнаруживать и удалять Gator.
Несмотря на факт, что почти глобально Gator признан spyware, Claria Corporation отрицает это и пытается оспаривать «оскорбления» в судебном порядке.
Несмотря на то что очевидным решением осведомлённого пользователя будет удаление плагинов и приложений от Claria Corporation, компания продолжает получать прибыль благодаря простому факту: большинство пользователей не затрудняются вопросом, что́ именно они инсталлируют.
В марте 2006 года Claria Corporation заявила, что прекращает бизнес, основанный на adware и концентрируется на персонализированных поисковых технологиях.